# Albeins

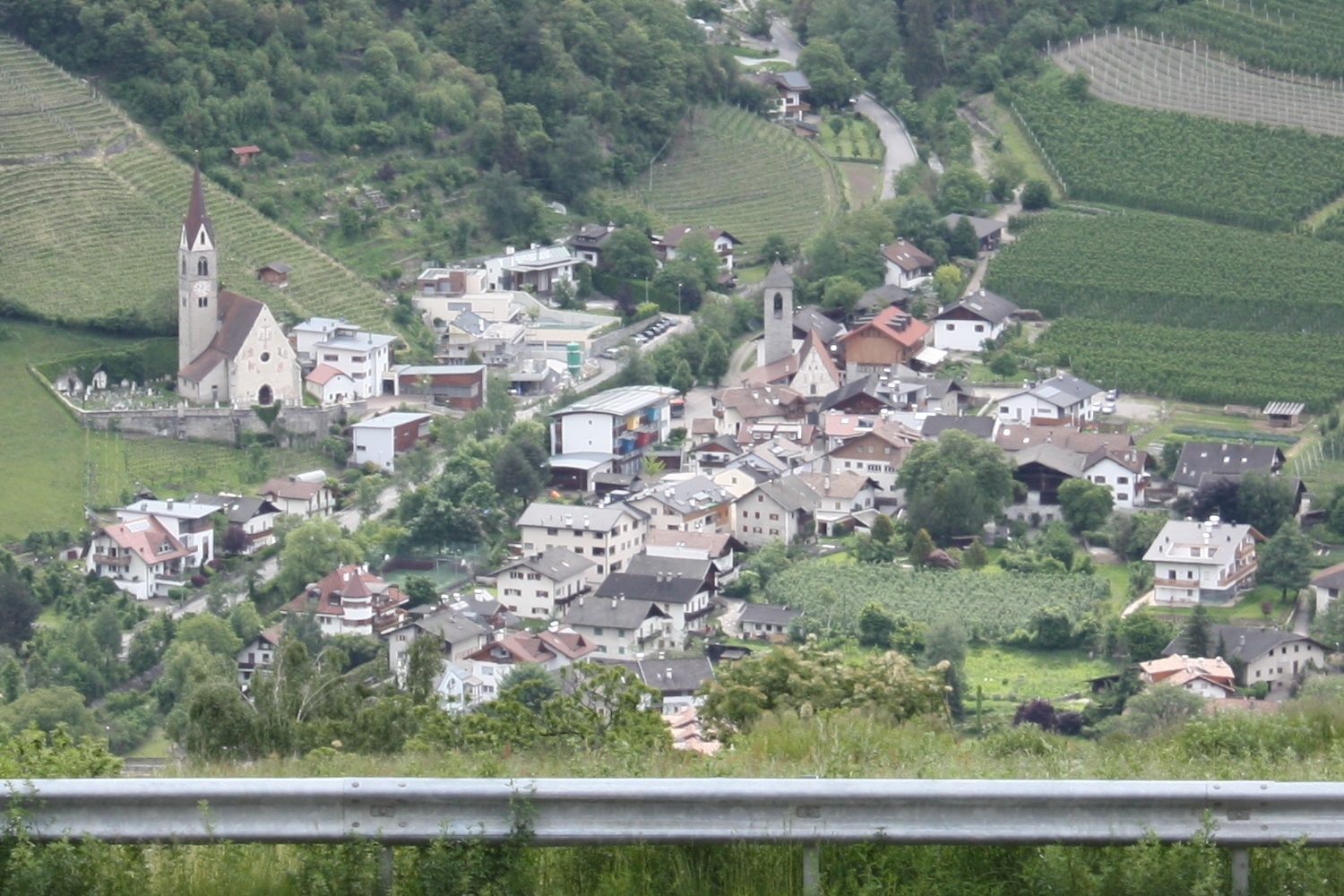
Blick über Albeins

Albeins (italienisch Albes) ist eine Fraktion der Südtiroler Stadt und Gemeinde Brixen im Eisacktal in Italien.

## Geographie
Albeins liegt am Südrand des Brixner Talkessels, etwa vier Kilometer südlich des Stadtzentrums auf einer Meereshöhe von 600 m. Das Dorf befindet sich am Ausgang des Aferer Tals und wird von der Sade durchflossen. Nordseitig ist das Dorf vom Musberg vor Nordwinden geschützt.

## Geschichte
Siedlungen gab es in Albeins bereits früh. Funde bestätigen eine Besiedlung bereits vor 798. Erstmals wurde Albeins in den Jahren 955–962 als „Alpines“ im Traditionsbuch des Hochstifts Brixen urkundlich erwähnt.
Albeins war das einzige Dorf in der Gegend um Brixen, in dem in kleinem Umfang Kupferbergbau betrieben wurde. Die Stollen dienten den Bewohnern während des Zweiten Weltkrieges als Luftschutzstollen.
Albeins war von allen Dörfern in der Brixner Gegend vor allem gegen Kriegsende am stärksten von Bombardierungen betroffen, vor allem wegen der nahen Eisenbahnbrücke. Mehrere Bomben verfehlten ihr Ziel und zerstörten mehrere Häuser und beide Pfarrkirchen. Fünf Menschen starben dabei.
1928 wurde das bis dato eigenständige Albeins der Gemeinde Brixen zugeschlagen.

## Klima
Das milde Klima in Albeins eignet sich für Weinbau. Milde Winter und warme Sommer zeichnen den Ort aus. Der Herbst dauert länger und der Frühling kehrt früher ein als in den meisten Regionen des Eisacktals.

### Spinnenfauna
Die Spinnenfauna Südtirols ist allgemein wenig bekannt. Der Brixner Raum liegt nach Fliri (1975) im am meisten kontinentalen Gebiet des ganzen Alpenraumes von Tirol, das günstige Klima wird auch durch das Vorkommen thermophiler Arthropoden belegt: Euscorpius italicus, Mantis religiosa, Catajapyx aquilonaris. Bei einer Untersuchung in der Gegend um Albeins wurden im Jahr 1988 164 Spinnenarten aus 23 Familien mittels Barberfallen gesammelt. Bei den Weberknechten neun Arten. Auch seltene Spinnen wurden gefunden, u. a.: Altella biuncata; Zodarion rubidum; Lasiargus hirsutus.

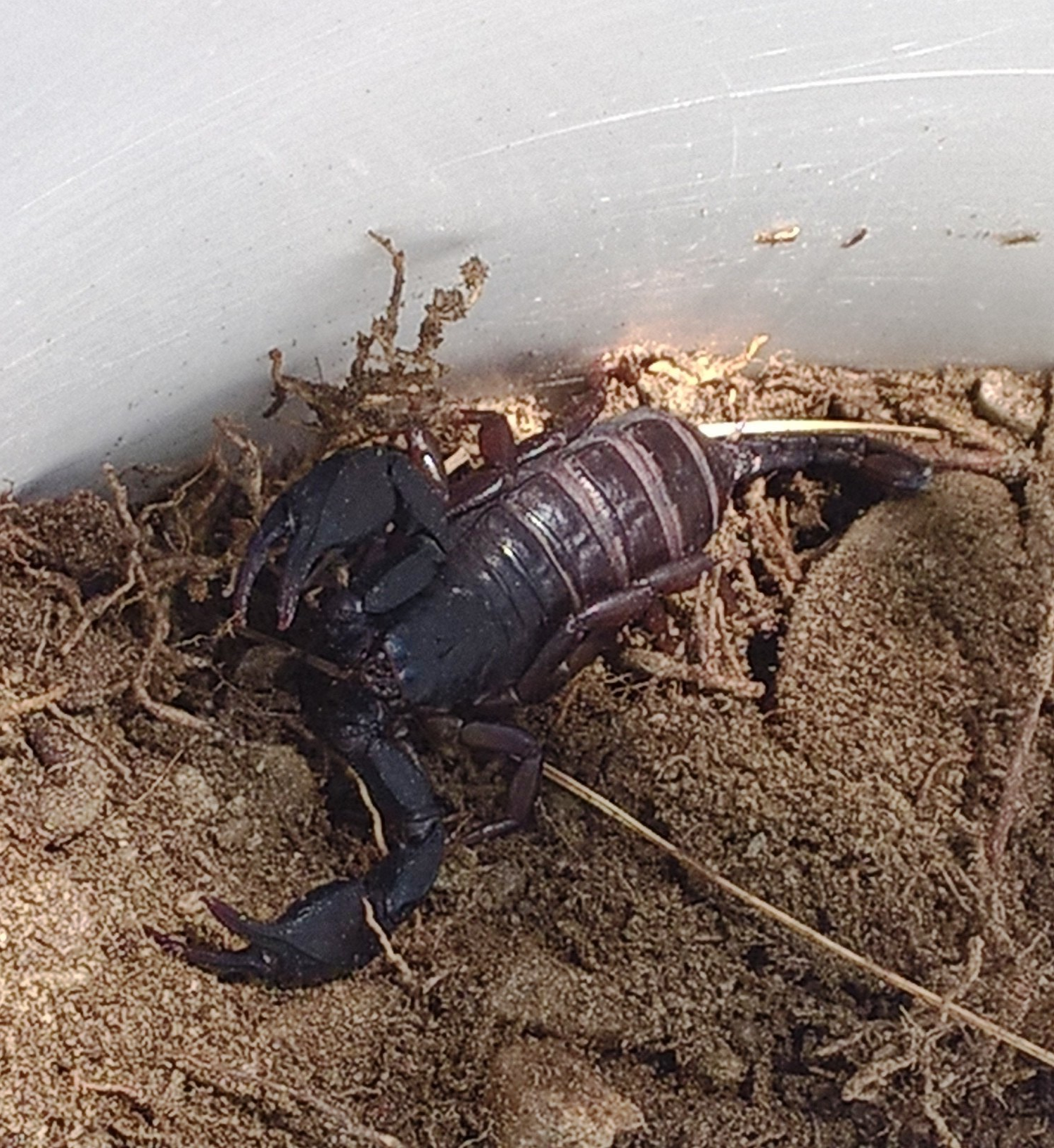
Euscorpius italicus in Albeins gefunden
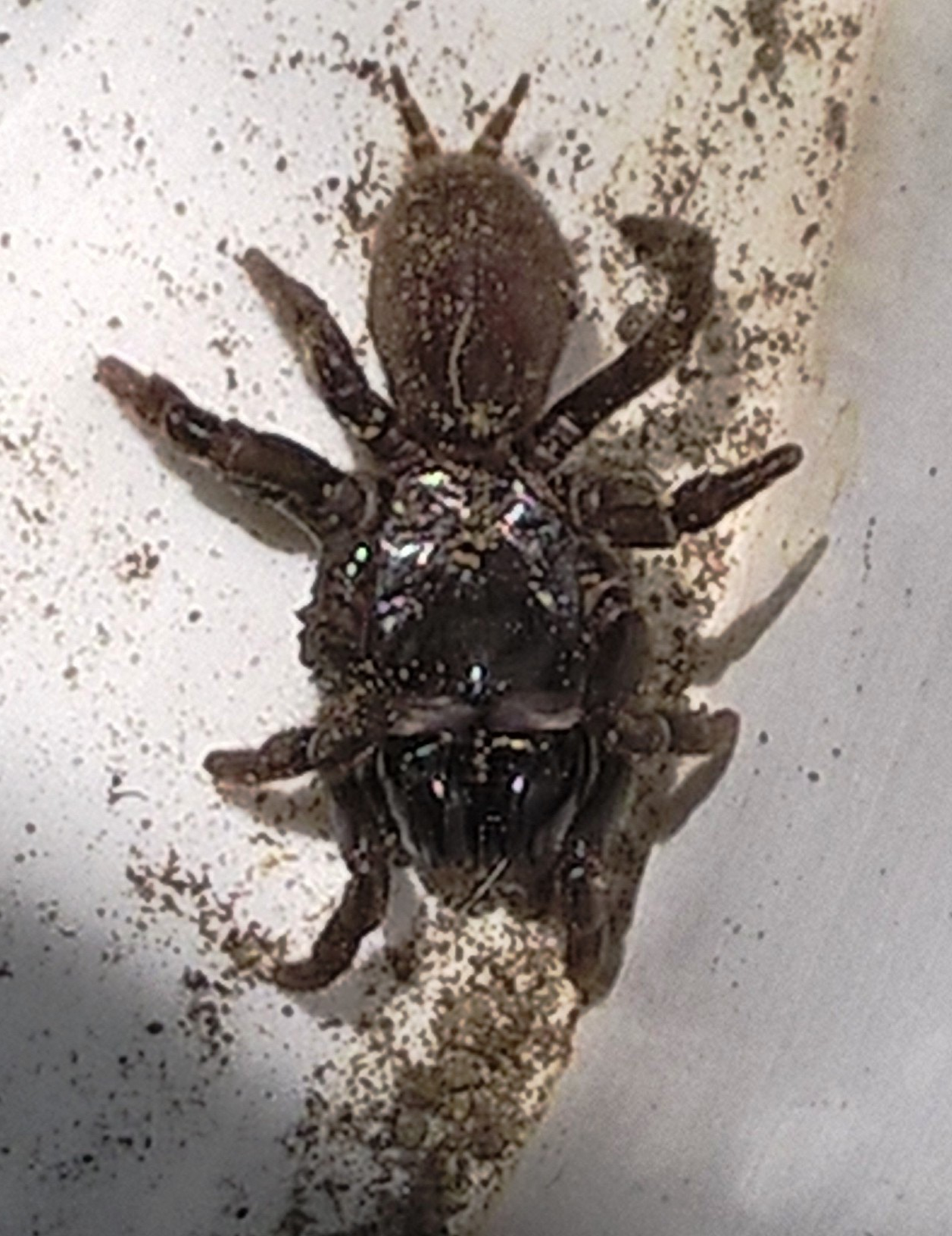
Atypus muralis in Albeins gefunden

## Religion

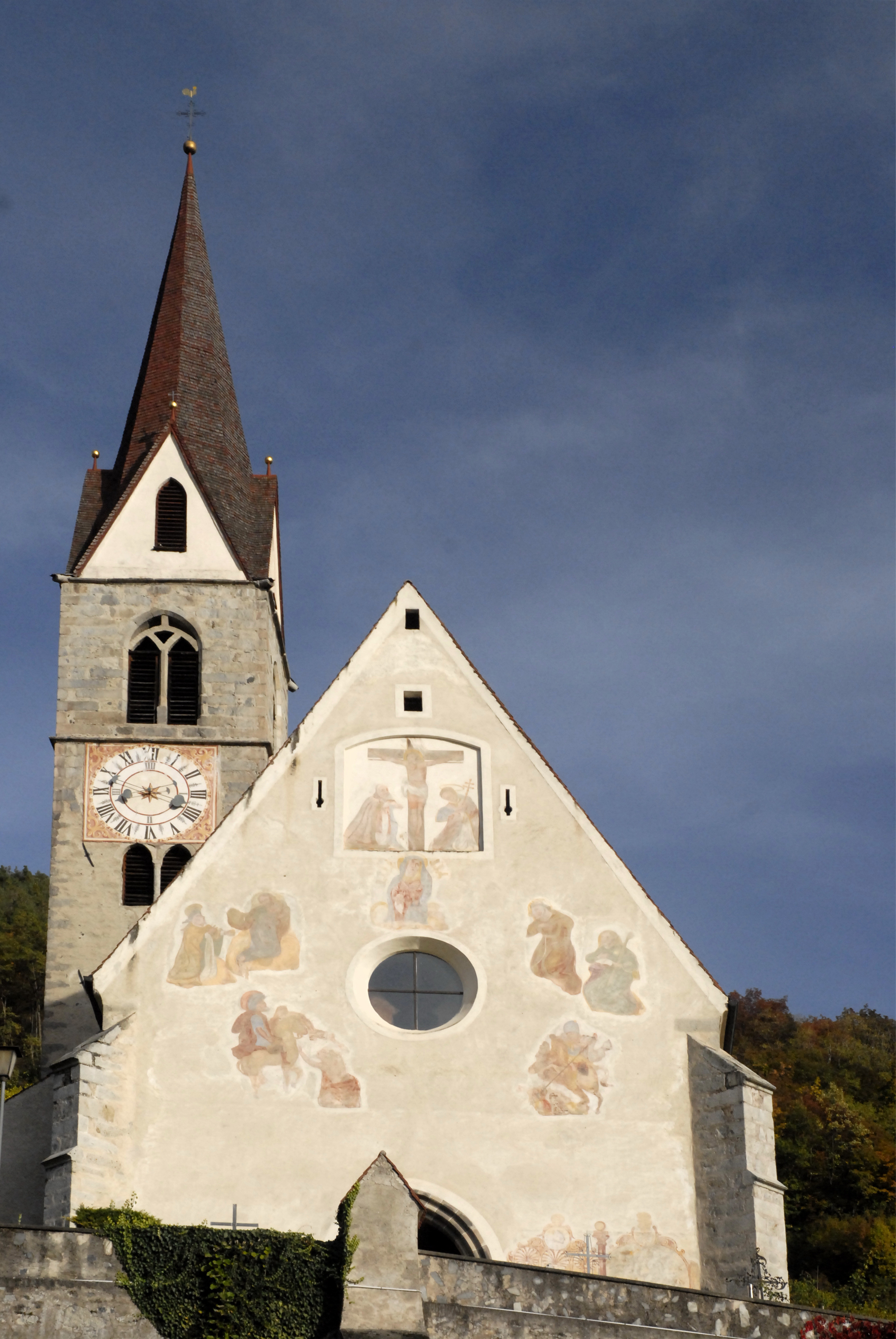
Die Pfarrkirche des Orts

Albeins hat zwei Ortskirchen, eine nördlich und eine südlich der Sade. Die Pfarrkirche ist dem Hl. Hermagoras und St. Fortunat geweiht. Erstmals wurde die Pfarrkirche 1214 erwähnt, die aber älteren Ursprungs ist. Noch vor der Mitte des 12. Jahrhunderts wurde aus dem umfassenden Albeinser Pfarrsprengel die Pfarre Lajen ausgegliedert. Die älteste Kirche in Albeins ist allerdings die Margarethenkirche, deren Anfänge noch vor dem Jahr 1000 liegen. Im Jahr 1455 wurde die parrochia Albeins vom Brixener Bischof Nikolaus von Kues visitiert, der daraufhin aufgrund der von ihm festgestellten Missstände umfassende Anordnungen zur Reform des kirchlichen Lebens, darunter insbesondere Vorschriften zur Verwaltung und Rechnungslegung der Pfarrei, zu Feiertagen und zur Spendung der Sakramente erließ.

## Wirtschaft
Albeins ist einer der größten Obstlieferanten des Eisacktals. Jährlich werden ca. 50 Waggons Obst exportiert, hauptsächlich Äpfel und Weintrauben. In Albeins gibt es einige Höfe, die Urlaub auf dem Bauernhof anbieten.

## Bildung
In Albeins gibt es eine Grundschule für die deutsche Sprachgruppe.

## Musik
Seit 1803 besteht in Albeins die Musikkapelle, die südtirolweit Konzerte veranstaltet.